# Cédric Wieme
Pas d'image ? Cliquez ici

a Compétitions nationales et continentales officielles uniquement.

b Matchs officiels uniquement.
Dernière mise à jour le 27 mars 2021.
Cédric Wieme, né le 20 juin 1999, est un joueur franco-belge de rugby à XV qui évolue au poste d'ailier. 

## Biographie
Cédric Wieme commence le rugby au CO Le Creusot, où il fait toute sa formation, avant d'intégrer à 18 ans le centre de formation du FC Grenoble. 
En 2019, il débute en équipe de Belgique lors d'un test face à Hong Kong. Convaincant, il est retenu pour le championnat d'Europe 2020. Pendant la compétition, il est gravement blessé à la mâchoire lors d'un placage face à la Géorgie. Son accident le marque profondément, se demandant s'il « arriverait encore à jouer sans avoir peur ».
Il revient finalement au rugby, mais doit quitter Grenoble, sa période espoirs arrivant à terme. Il décide de retourner dans sa région d'origine, la Bourgogne, en rejoignant le CS Nuiton, récent promu en Fédérale 1. Ce choix lui permet de continuer en parallèle ses études en ressources humaines.

## Statistiques

### En sélection
| Année | Compétition | Matchs | Points | Essais | Transf. | Drops | Pénal. |
| ----- | ----------- | ------ | ------ | ------ | ------- | ----- | ------ |
| 2019  | Test        | 1      | 5      | 1      | -       | -     | -      |
| 2020  | REC 2020    | 2      | -      | -      | -       | -     | -      |
| Total | Total       | 3      | 5      | 1      | -       | -     | -      |

| Essai | Adversaire | Lieu                                     | Compétition | Date             | Résultat | Score |
| ----- | ---------- | ---------------------------------------- | ----------- | ---------------- | -------- | ----- |
| 1     | Hong Kong  | Centre sportif Nelson Mandela, Bruxelles | Test        | 16 novembre 2020 | Défaite  | 17-36 |